# 긴몰개
긴몰개는 몰개의 일종으로 몸길이 최대 10cm까지 자란다. 물살이 느린 곳에 특히 잘 자란다.